# UEFA Euro 2000 (відеогра)
« UEFA Euro 2000 » — єдина ліцензована гра, в якій відображений Чемпіонат Європи з футболу 2000. Гра дозволяє пройти весь чемпіонат за одну із збірних з футболу, починаючи з відбіркових матчів і закінчуючи фіналом EURO 2000. Також у грі є режим тренування і товариських матчів. Гра розроблена студією «Software Creations» та видано «Electronic Arts» 11 травня 2000 року на Sony PlayStation та ПК.

## Команди-учасниці
- Італія
- Данія
- Швейцарія
- Уельс
- Білорусь
- Норвегія
- Словенія
- Латвія
- Греція
- Албанія
- Грузія
- Німеччина
- Туреччина
- Фінляндія
- Північна Ірландія
- Молдова
- Франція
- Україна
- Росія
- Ісландія
- Вірменія
- Андорра
- Швеція
- Англія
- Польща
- Болгарія
- Люксембург
- Іспанія
- Ізраїль
- Австрія
- Кіпр
- Сан-Марино
- Румунія
- Португалія
- Словаччина
- Угорщина
- Ліхтенштейн
- Азербайджан
- Югославія
- Ірландія
- Хорватія
- Македонія
- Мальта
- Чехія
- Шотландія
- Боснія і Герцеговина
- Литва
- Естонія
- Фарерські острови

## Саундтрек
Гра містить у собі наступний ліцензійний саундтрек: 
01. The Hub — Пол Окенфолд 
 
02. Headcharge — Пол Окенфолд 
 
03. Tribe — Пол Окенфолд 
 
04. Hand of God — Пол Окенфолд 
 
05. Bunker — Пол Окенфолд 
 
06. Formula — Пол Окенфолд 
 
07. Campione 2000 E-Type — Пол Окенфолд 